# Nada Cristofoli
Nada Cristofoli (Spilimbergo, 6 de enero de 1971) es una deportista italiana que compitió en ciclismo en la modalidad de pista. Ganó una medalla de plata en el Campeonato Mundial de Ciclismo en Pista de 1995, en la carrera por puntos.

## Medallero internacional
| Campeonato Mundial | Campeonato Mundial | Campeonato Mundial | Campeonato Mundial |
| Año                | Lugar              | Medalla            | Competición        |
| ------------------ | ------------------ | ------------------ | ------------------ |
| 1995               | Bogotá (Colombia)  | Medalla de plata   | Puntuación         |